# 岩明均
岩明 均（いわあき ひとし、1960年7月28日 - ）は、日本の漫画家。東京都出身。男性。和光大学中退。本名：岩城 均（いわき ひとし）。父は和光大学名誉教授の原始技術史・技術論研究者の岩城正夫（1930年 - ）。
『寄生獣』で1993年に第17回講談社漫画賞一般部門、1996年に第27回星雲賞コミック部門、『ヒストリエ』で2010年に第14回文化庁メディア芸術祭マンガ部門大賞、2012年に第16回手塚治虫文化賞マンガ大賞、2025年に第49回講談社漫画賞総合部門を受賞している。

## 人物
高校3年生まで漫画を読まずに育つ。漫画に夢中になった当初は漫画を買うことすら恥ずかしく、やっと買ったのは小さな文庫サイズの手塚治虫の漫画だったという。学生時代には父の著書に挿絵を提供していた。1984年、上村一夫のアシスタントを始める。1985年、ちばてつや賞に入選した「ゴミの海」が『モーニングオープン増刊』（講談社）に掲載され、デビュー。以後は主に『月刊アフタヌーン』などの講談社の雑誌で活動している。
漫画家の須賀原洋行とは親交がある。ともに『月刊アフタヌーン』に連載していたこともあり、『よしえサン』の単行本巻末に特別寄稿として、須賀原をモチーフにした読切作品を掲載したこともある。一方の須賀原も『寄生獣』単行本巻末に岩明を主人公にしたフィクション読切漫画「寄生OL」を特別寄稿している。

## 作風
残虐描写を特徴とするが、ストーリーは哲学的かつドラマティックな展開を両立させている。2000年代以降は歴史に題材を取った作品が多い。休載になることもしばしばで作品の量は多くなく、本人も自覚している。

## 略歴
- 1985年：『ゴミの海』がちばてつや賞に入選しデビュー。
- 1985年 - 1988年：『モーニング』で『風子のいる店』を連載。
- 1989年 - 1995年：『OPEN』、『月刊アフタヌーン』で『寄生獣』を連載。
- 1993年：第17回講談社漫画賞受賞（『寄生獣』）。
- 1996年：第27回星雲賞コミック部門受賞（『寄生獣』）。
- 1996年 - 1999年：『ビッグコミックスピリッツ』で『七夕の国』を連載。
- 1999年：『モーニング新マグナム増刊』にて『雪の峠』を短期集中連載。
- 2000年：『ヤングチャンピオン』にて『剣の舞』を短期集中連載。
- 2001年 - 2002年：『ヤングアニマル嵐』で『ヘウレーカ』を連載。
- 2003年：『月刊アフタヌーン』で、『ヒストリエ』の連載を開始。
- 2010年：第14回文化庁メディア芸術祭マンガ部門大賞受賞(『ヒストリエ』)。
- 2012年：第16回手塚治虫文化賞マンガ大賞受賞(『ヒストリエ』)。
- 2015年 - 2018年：『別冊少年チャンピオン』にて『レイリ』を連載（作画：室井大資）。
- 2019年：第3回さいとう・たかを賞受賞（『レイリ』）。
- 2025年：第49回講談社漫画賞総合部門を受賞（『ヒストリエ』）[3]。

## 作品リスト

### 連載
- 風子のいる店（1985年 - 1988年、『モーニング』連載）
- 寄生獣（1989年 - 1995年、『モーニングオープン増刊』→『月刊アフタヌーン』連載）
  - ネオ寄生獣f（原作、アンソロジー。2015年）
  - ネオ寄生獣（原作、アンソロジー。2016年）
  - 寄生獣リバーシ（原作 / 作画：太田モアレ。2018年 - 2021年、『コミックDAYS』連載）
- 骨の音（短編集。1990年）
- 七夕の国（1996年 - 1999年、『ビッグコミックスピリッツ』連載）
- 雪の峠・剣の舞（中編集。雪の峠：1999年、『モーニング新マグナム増刊』掲載。剣の舞：2000年、『ヤングチャンピオン』掲載）
- ヘウレーカ（2001年 - 2002年、『ヤングアニマル嵐』連載）
- ヒストリエ（2003年 - 、『月刊アフタヌーン』連載中）
- ブラック・ジャック〜青き未来〜（脚本提供[注 3]。原作：手塚治虫、作画：中山昌亮。2011年 - 2012年、『週刊少年チャンピオン』連載）
- レイリ（原作・脚本。漫画：室井大資。2015年 - 2018年、『別冊少年チャンピオン』連載）

### アンソロジー収録
- ネオ・デビルマン（初出：竹書房『コミックガンマ』1996年No.33）
  - モーニングKCデラックス『ネオデビルマン』第2巻（1999年）→講談社漫画文庫『ネオデビルマン』下巻（2001年）→KCデラックス『新装版 ネオデビルマン』下巻（2012年）
- 大合作（初出：講談社『月刊アフタヌーン』1997年2月号2月号）
  - アフタヌーンKCデラックス『大合作』（2002年）
- 雪の峠（初出：講談社『モーニング新マグナム増刊』1999年5月19日号 - 1999年11月10日号）
  - 『武士の誇り（漫画家たちが描いた日本の歴史）』（2014年、金の星社）
- キャラクターが先？物語が先？（『手塚治虫文化賞20周年記念MOOK マンガのDNA ―マンガの神様の意思を継ぐ者たち―』（2016年、朝日新聞出版））

### 未収録作品
- 午前の星（『コミックモーニング パーティー増刊』 1986年7月8日号、 9月9日号）
- 大理石の都（『コミックモーニング オープン増刊』 1986年7月29日号）
- 酒場紳士（『コミックモーニング特別編集 THE OPEN』B号 1988年10月25日号）
- 反抗的生徒一名（『コミックモーニング』1989年11月9日号 No.48）
- 残像（『コミックモーニング』 1991年8月1日号 No.32）
- 漫画の立体化だ!（『月刊IKKI』2004年2月号別冊付録「答えは108つ」）
- 目を見て話せ（2003年『エース特濃』Vol.1、2008年『コミックチャージ』4号に再録）
- タイトル不明[6]（2018年、『ビッグコミックスピリッツ』48号）スピリッツ通算2000号記念作品

## インタビュー
- 『SPA!』1992年2月5日号
- 『SPA!』1993年8月18日号
- 『ぱふ』1995年3月号
- 『クイックジャパン』Vol.59 (2005年3月発行)
- 『ジャンプスクエア』2009年5月号
- 『朝日新聞』2012年4月23日
- 『モーニング』2013年No.10（2013年2月21日号）
- 『モーニング』2013年No.11（2013年2月28日号）
- 『モーニング』2013年No.12（2013年3月7日号）
- 『ユリイカ』 2015年1月臨時増刊号　総特集・岩明均
- 『キネマ旬報』2015年5月上旬号